# LaTanya Richardson

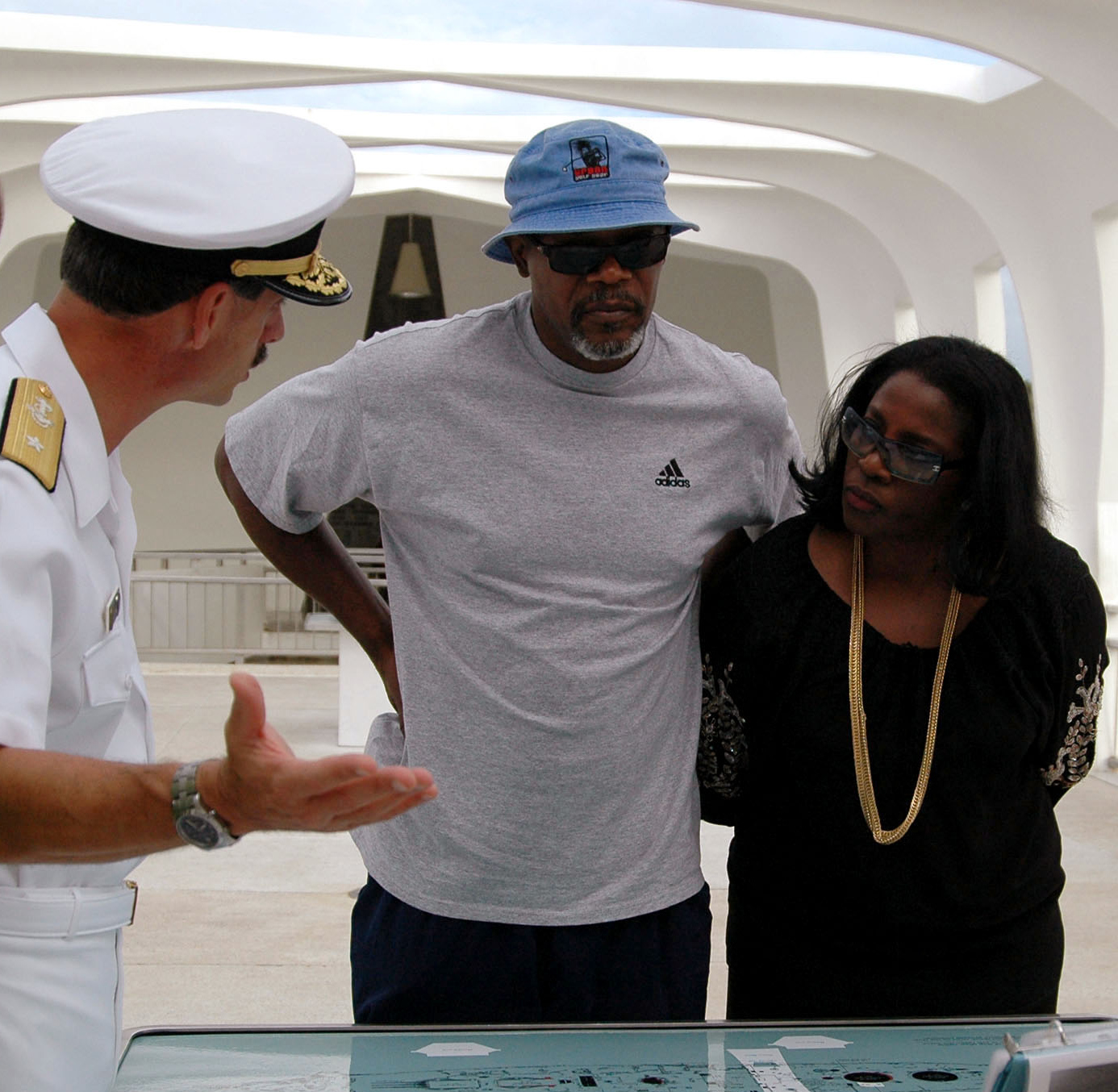
LaTanya Richardson mit ihrem Ehemann Jackson während einer Tour mit der US-Navy in Pearl Harbor (2005)

LaTanya Estelle Richardson (* 21. Oktober 1949 in Atlanta, Georgia) ist eine US-amerikanische Schauspielerin und Fernseh-Produzentin.

## Leben
Sie absolvierte in Atlanta das Spelman College 1974. Sie erhielt vom selben College den Ehrentitel „Honorary Doctorate of Fine Arts“ im April 2012.
Seit 1980 ist LaTanya Richardson mit dem Schauspielkollegen Samuel L. Jackson verheiratet und hat mit ihm die Tochter Zoe Jackson.
Ihre bekannteste Filmrolle war 2003 die Paulina in Fighting Temptations.

## Filmografie (Auswahl)
- 1995: Die andere Mutter (Losing Isaiah)
- 1998: Auf der Jagd (U.S. Marshals)
- 2003: Unchained Memories
- 2003: Fighting Temptations (The Fighting Temptations)
- 2005: Coach Carter
- 2006: Das Gesicht der Wahrheit (Freedomland)
- 2007: All About Us
- 2007: Blackout
- 2009: Mütter und Töchter (Mother and Child)
- 2015: Show Me a Hero (Miniserie)
- 2016–2018: Marvel’s Luke Cage (Fernsehserie, 2 Episoden)
- 2017, 2022–2023: Grey’s Anatomy (Fernsehserie, 5 Episoden)